# Villa de Tututepec de Melchor Ocampo
Villa de Tututepec de Melchor Ocampo è un comune del Messico, situato nello stato di Oaxaca.